# USS Michigan (BB-27)
El USS Michigan (BB-27), fue un acorazado clase South Carolina, así como la segunda embarcación de la Armada de los Estados Unidos en llevar ese nombre. Fue el segundo miembro de su clase, los primeros acorazados tipo dreadnought construidos por la armada estadounidense. Su quilla fue colocada en diciembre de 1906, fue botado en mayo de 1908 y fue puesto en servicio con la flota el 4 de enero de 1910. Tanto el Michigan como el South Carolina estaban armados con una batería principal de ocho cañones de 305 mm en torretas dobles en disposición de súperdisparo; fueron los primeros dreadnoughts en presentar esta configuración donde una torreta era montada ligeramente detrás y por encima de la primera torreta. 
Pasó su carrera con la Flota del Atlántico. Realizó cruceros frecuentes en la costa este de los Estados Unidos y el Caribe. En abril de 1914 formó parte de la ocupación estadounidense de Veracruz, durante la Revolución Mexicana. Después de que Estados Unidos entrara a la Primera Guerra Mundial en abril de 1917, fue empleado como escolta de convoyes y como buque escuela para la armada en rápida expansión. En enero de 1918, su mástil de celosía de proa colapsó en el mar embravecido, matando a seis hombres. En 1919, repatrió de Europa a soldados estadounidenses. Realizó dos cruceros de entrenamiento en 1920 y 1921, pero su carrera se vio interrumpida por el tratado naval de Washington, firmado el 22 de febrero, que ordenaba la eliminación del Michigan y del South Carolina. Fue dado de baja en febrero de 1923 y desguazado un año después. 

## Diseño
El Michigan tenía una eslora de 138 m, una manga de 24 m, y un calado de 7 m. Tenía un desplazamiento estándar de 16 000 toneladas largas, y de 17 617 a máxima capacidad. Era impulsado por motores de vapor de triple expansión de dos ejes con una potencia de 16 500 caballos de fuerza (12 304 kW). El vapor era generado por doce calderas Babcock & Wilcox de carbón conectadas a dos chimeneas. El sistema de propulsión generaba una velocidad máxima de 18.5 nudos (34 km/h). Tenía una autonomía de crucero de 5000 millas náuticas (9260 km) a una velocidad de 10 nudos (19 km/h). Su tripulación era de 869 oficiales y marinos.
Estaba armado con una batería principal de ocho cañones calibre 305 mm/45 serie 5 en cuatro torretas dobles en la línea central, que estaban colocadas en dos pares de súperfuego en la proa y en la popa. La batería secundaria consistía en veintidós cañones calibre 76 mm/50 montados en casamatas a lo largo del casco. Como estándar en los buques capitales de ese periodo, contaba con dos tubos lanzatorpedos de 533 mm sumergidos a los costados del casco.
Su cinturón blindado era de 305 mm de grosor sobre los pañoles de pólvora, 254 mm sobre los espacios de la maquinaria y 203 mm en el resto de la embarcación. La cubierta blindada tenía de 38 a 64 mm de grosor. Las torretas tenían costados de 305 mm de grosor, mientras que las barbetas donde se apoyaban tenían placas de blindaje de 254 mm. El mismo grosor de blindaje también cubría las casamatas de los cañones. La torre de mando tenía de 305 mm de grosor.

## Historial de servicio

### Primeros años

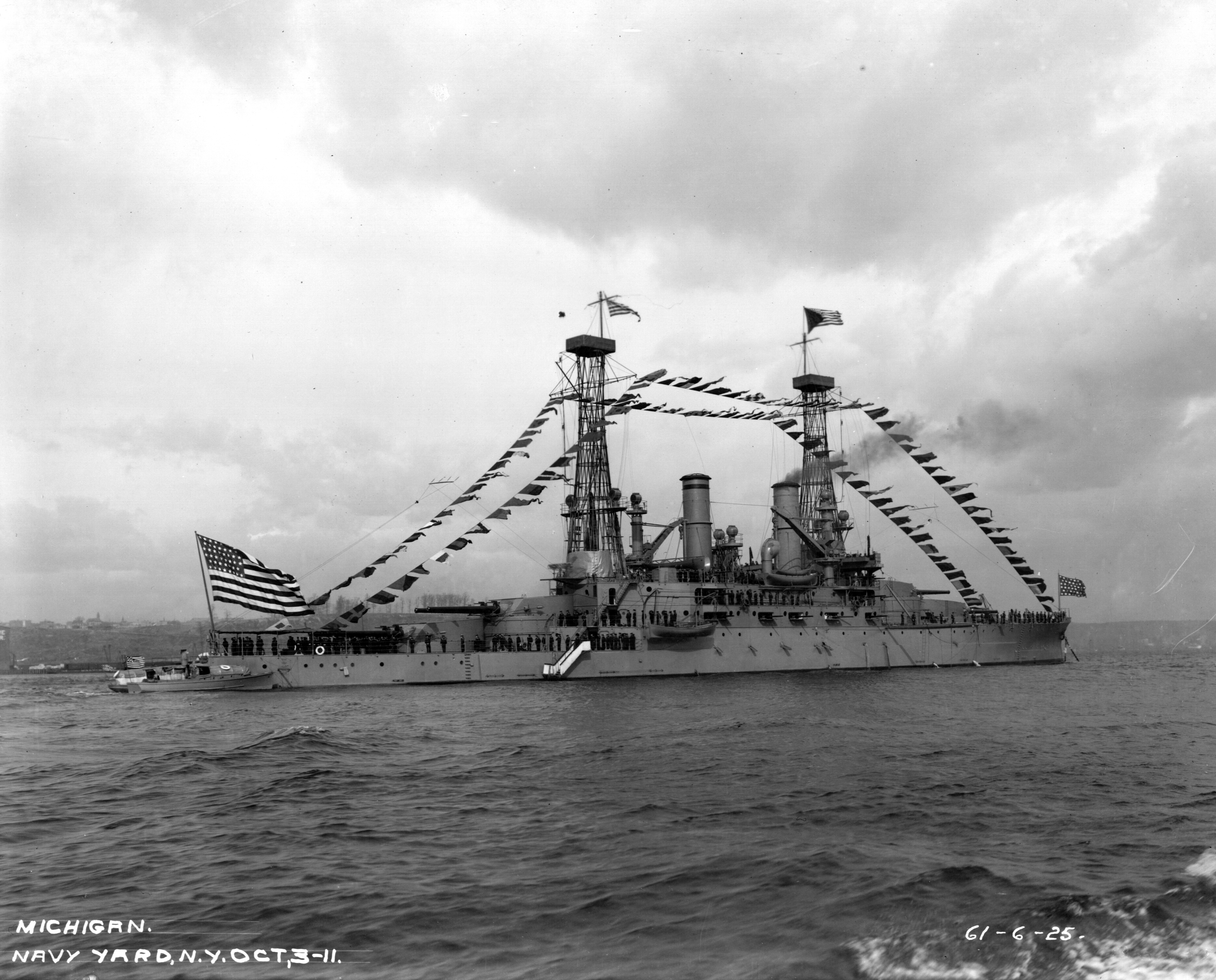
USS Michigan empavesado con banderas para una revista naval en la costa de Nueva York, octubre de 1911.

La quilla del USS Michigan fue colocada en el astillero New York Shipbuilding Corporation, en Camden, Nueva Jersey, el 17 de diciembre de 1906, y fue botado el 26 de mayo de 1908. El trabajo de acondicionamiento fue completado el 4 de enero de 1910, cuando fue puesto en servicio con la flota. Inició su crucero de prueba hacia el Caribe que duró hasta el 7 de junio. Se unió a maniobras de entrenamiento en la costa de Nueva Inglaterra a partir del 29 de julio. Le siguió un crucero de entrenamiento hacia Europa; partió de Boston, Massachusetts el 2 de noviembre, con paradas en Pórtland, Reino Unido, y Cherburgo, Francia. Arribó al último puerto el 8 de diciembre y se quedó hasta el día 30, cuando partió hacia el Caribe. Llegó a la bahía de Guantánamo, Cuba el 10 de enero de 1911, y continuó hasta Norfolk, donde llegó cuatro días después.
Realizó un crucero en la costa este de los Estados Unidos la mayor parte de los dos siguientes años. El 15 de noviembre de 1919, zarpó para un crucero extenso en el Golfo de México, con paradas en Pensacola, Florida; Nueva Orleans, Luisiana; y Galveston, Texas. Continuó más hacia el sur hacia Veracruz, México, donde arribó el 12 de diciembre. Permaneció ahí por dos días antes de zarpar de vuelta; llegó a Hampton Roads el 20 de diciembre. Reanudó tareas de patrullaje en la costa este la primera mitad de 1913. El 6 de julio, zarpó de Quincy, Massachusetts para otro viaje a México; este viaje fue impulsado por la Revolución Mexicana, que amenazaba los intereses estadounidenses en el país. Llegó a Tampico el 15 de julio y luego navegó en aguas mexicanas hasta el 13 de enero de 1914, cuando partió hacia la ciudad de Nueva York, donde arribó siete días después. Después regresó a Norfolk.
El 14 de febrero, abandonó el puerto para un pequeño viaje a la bahía de Guacanayabo, Cuba, y regresó a Hampton Roads el 19 de marzo. Realizó un tercer viaje a México el 16 de abril para apoyar en la ocupación del puerto de Veracruz. Llegó a la ciudad el 22 de abril y desembarcó un batallón de marines como parte de la fuerza de ocupación. La embarcación patrulló la costa antes de regresar a los Estados Unidos el 20 de junio. Arribó a los cabos de Delaware seis días después. Continuó con una rutina normal de cruceros de tiempos de paz los siguientes tres años. En diciembre de 1914. la tripulación de la embarcación experimentó con directores de control de disparo para ayudar con la puntería; los directores experimentales produjeron resultados significativamente mejores en las pruebas de artillería realizadas a inicios de 1915. En septiembre de 1916, realizó prácticas de artillería con el viejo monitor Miantonomoh como blanco, incluyendo simulacros de disparo nocturno el día 18. El 21 de septiembre, durante otra ronda de disparos al Miantonomoh, el proyectil en el cañón izquierdo de la torreta de súperdisparo de proa del Michigan explotó. El cañón se degolló en la parte que salía de la torreta y fragmentos del proyectil dañaron la cubierta del castillo de proa y la superestructura. Un hombre resultó lesionado por los escombros. El Michigan regresó al astillero de Filadelfia para reparaciones, donde llegó dos días después.

### Primera Guerra Mundial

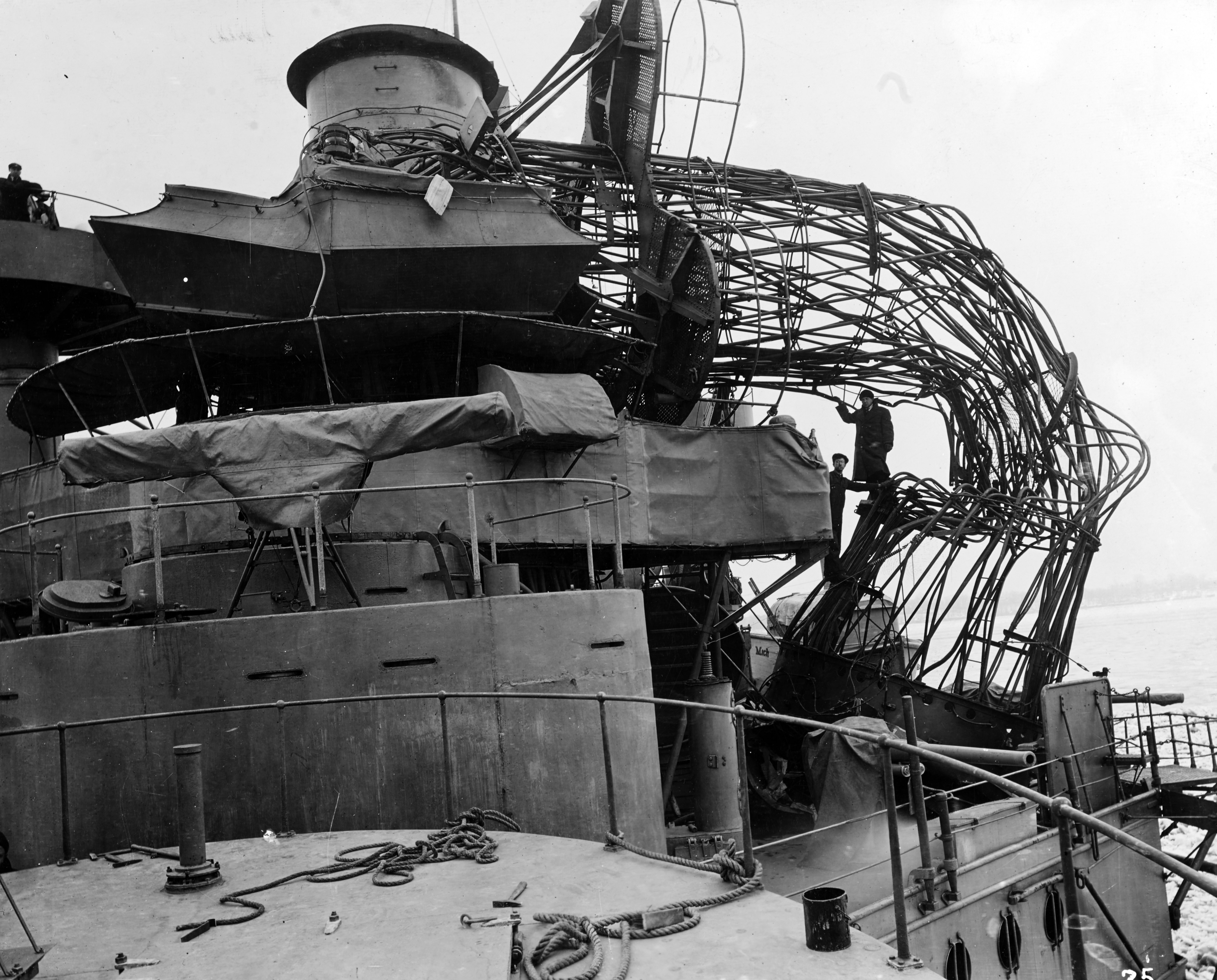
Mástil de celosía de proa colapsado.

El 6 de abril de 1917, Estados Unidos le declaró la guerra a Alemania por su campaña de guerra submarina indiscriminada. Por su baja velocidad, el Michigan fue asignado a la 2.ª Fuerza de Acorazados, y se le ordenó el entrenamiento naval de reclutas y la escolta de convoyes. Como parte de su misión de entrenamiento, participó en maniobras con la flota y en ejercicios de artillería. El 15 de enero de 1918, se encontraba navegando frente a cabo Hatteras en un ejercicio de entrenamiento cuando un fuerte vendaval y un mar embravecido derribaron el mástil de celosía de proa. La embarcación había girado a babor en el mar agitado antes de girar bruscamente a estribor. El rápido cambio en la dirección ocasionó que el mástil se rompiera en su punto más estrecho, que ya había resultado dañado por la explosión del cañón en 1916 y que había sido reparado. El accidente provocó la muerte de seis hombres y lesiones en otros trece. El Michigan navegó a Norfolk, trasladó a los heridos al barco hospital Solace, y partió al astillero de Filadelfia para reparaciones, arribando ahí el 22 de enero.
Regresó al servicio a inicios de abril; los siguientes meses participó principalmente en el entrenamiento de artilleros en la bahía de Chesapeake. Mientras se encontraba como escolta de un convoy que partió de Estados Unidos el 30 de septiembre, la hélice de babor del barco se desprendió. Se vio forzado a abandonar al convoy el 8 de octubre y regresar a puerto para reparaciones, permaneciendo fuera de servicio por el resto de la guerra. En noviembre de 1918, Alemania firmó el armisticio que finalizó la guerra en Europa. El Michigan fue asignado a la Fuerza de Cruceros y Transporte a finales de diciembre de 1918 para repatriar de Europa a los soldados estadounidenses. Realizó dos viajes en 1919 durante la operación, el primero del 18 de enero al 3 de marzo, y el segundo del 18 de marzo al 16 de abril, transportando a 1062 hombres en los dos viajes.

### Período posguerra

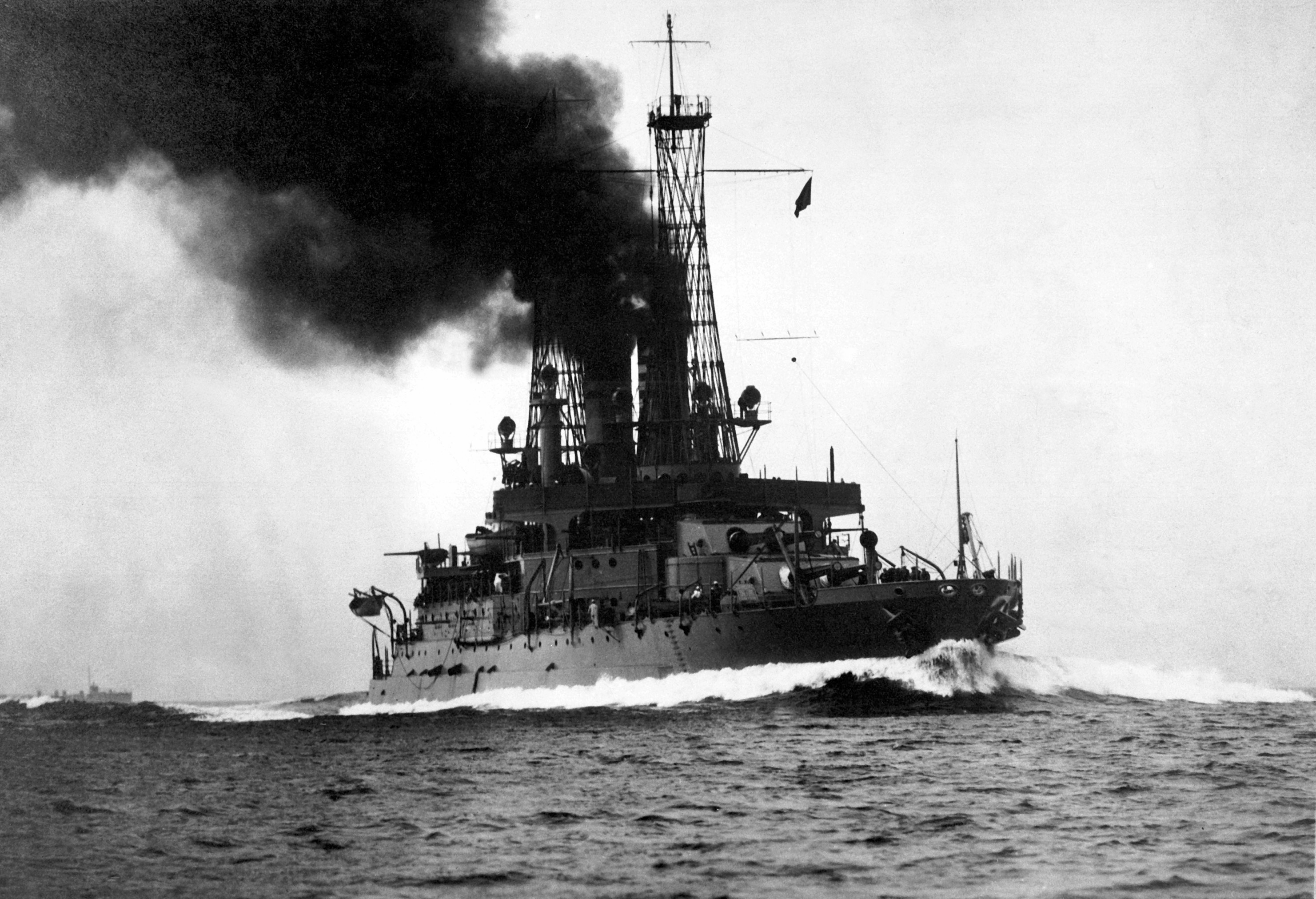
USS Michigan navegando a máxima velocidad, 1918.

En mayo, el Michigan fue enviado a Filadelfia para una revisión que duró hasta junio. De ahí regresó a su rutina de entrenamientos de tiempos de paz. El 6 de agosto, fue reducido a servicio limitado y fue estacionado en el astillero de Filadelfia. El 19 de mayo de 1920, zarpó a Annapolis para transportar a un contingente de guardamarinas para un crucero importante de entrenamiento. Después de abandonar Annapolis, la embarcación navegó hacia el sur y atravesó el Canal de Panamá para proceder a Honolulu, Hawái, donde arribó el 3 de julio. Visitó varios puertos en la costa oeste de los Estados Unidos durante el verano: Seattle, San Francisco, San Pedro y San Diego, antes de regresar a Annapolis el 2 de septiembre. Tres días después, regresó a Filadelfia, donde fue dado de baja temporalmente.
Fue puesto en servicio en 1921 para otro crucero en el Caribe, partiendo el 4 de abril. Regresó a Filadelfia el 23 de abril. El 28 de mayo recogió a otro grupo de guardamarinas para otro crucero de entrenamiento en Europa, con paradas en Cristianía, Noruega; Lisboa, Portugal, y Gibraltar. Regresó a Hampton Roads pasando por la bahía de Guantánamo el 22 de agosto.
En los siguientes años después del final de la Gran Guerra, Estados Unidos, Reino Unido y Japón lanzaron enormes programas de construcción naval. Los tres países decidieron que no era aconsejable una nueva carrera armamentista naval, por lo que acordaron en la conferencia de Washington discutir las limitaciones de armamento, que derivó en el tratado naval de Washington, firmado en febrero de 1922. Bajo los términos del Artículo II del tratado, el Michigan fue puesto en mar por última vez el 31 de agosto, con destino al astillero de desguace de Filadelfia. Arribó ahí el 1 de septiembre y fue dado de baja el 11 de febrero de 1923. Fue eliminado del registro naval el 10 de noviembre y desguazado al año siguiente.